# قانون حمورابی
قانون حَمورابی (Code of Hammurabi) که به دستور حمورابی، شاه بابل نوشته شد، شامل ۲۸۲ ماده در باب حقوق جزا و حقوق مدنی و حقوق تجارت است. ستونی که قوانین حمورابی بر روی آن حک گردیده از بازالت است و در حدود ۲٫۵ متر ارتفاع دارد. متن قوانین گرداگرد این ستون در ۳۴ ردیف به خط میخی نوشته شده است.
قانون حمورابی نخستین سند شناخته شده‌ای‌ است که در آن یک فرمانروا به اعلان عمومی یک مجموعه کامل قوانین برای ملت خود اقدام می‌کند.
حمورابی (۱۸۱۰–۱۷۵۰ ق. م) ششمین پادشاه اولین سلسله شاهان کشور قدیم بابل است. تاریخ شاهی او را (۱۷۹۲–۱۷۵۰ پ. م) آورده‌اند. این قانون شامل حقوق و روابط افراد با یکدیگر با تکیه بر عوامل مهم اقتصادی در آن دوران است. حمورابی گفته است که لوح قانون‌های وی از جانب مردوخ بر او نازل شده است.
قانون حمورابی در باستان‌شناسی مدرن در سال ۱۹۰۱ یافت شد، که ترجمه آن در سال ۱۹۰۲ توسط ژان وینسنت شل منتشر شد. نمونه تقریباً کامل آن در سنگ یادبود که به شکل انگشت اشاره ساخته شده است موجود می‌باشد.
این قانون به زبان اکدیان با خط میخی کنده شده است که ار طریق ماگان - سرزمینی که امروزه امارات متحده عربی و عمان خوانده می‌شود به سومر منتقل شد.
این قانون هم‌اکنون در موزه لوور پاریس به نمایش گذاشته شده و همچنین نسخه‌های ساخته شده از آن در انستیتوهای مختلف  ازجمله مؤسسه خاورشناسی دانشگاه شیکاگو، مدرسه حقوق شیکاگو، موزه مرکز طب دانشگاه کانزاس، کتابخانه دانشگاه الهیات در هلند، موزه پرگامون در برلین، دانشکده هنر در لوون بلژیک، موزه ملی تاریخ طبیعی (آمریکا)، موزه ملی ایران در تهران، مؤسسه اسمیتسونین، موزه مردم‌شناسی دانشگاه پنسیلوانیا، موزه پوشکین در روسیه، موزه مردم‌شناسی دانشگاه کوربان، موزه انجیل در واشینگتن دی سی در معرض دید عموم قرار دارد.

## کشف
ستون حاوی قانون حمورابی در اوایل سال ۱۹۰۱ توسط گروه اکتشافی ژاک دو مورگان در شوش خوزستان توسط گوستاو ژاکیه از دل خاک بیرون آمد. شوتروک ناهونته پادشاه عیلام در سده دوازدهم پیش از میلاد پس از فتح بابل این ستون را از شهر سیپ پار به کشور خود آورد. ستون مذکور هم‌اکنون در موزه لوور، پاریس نگهداری می‌شود.

## برخی قوانین مربوط به احکام دزدی

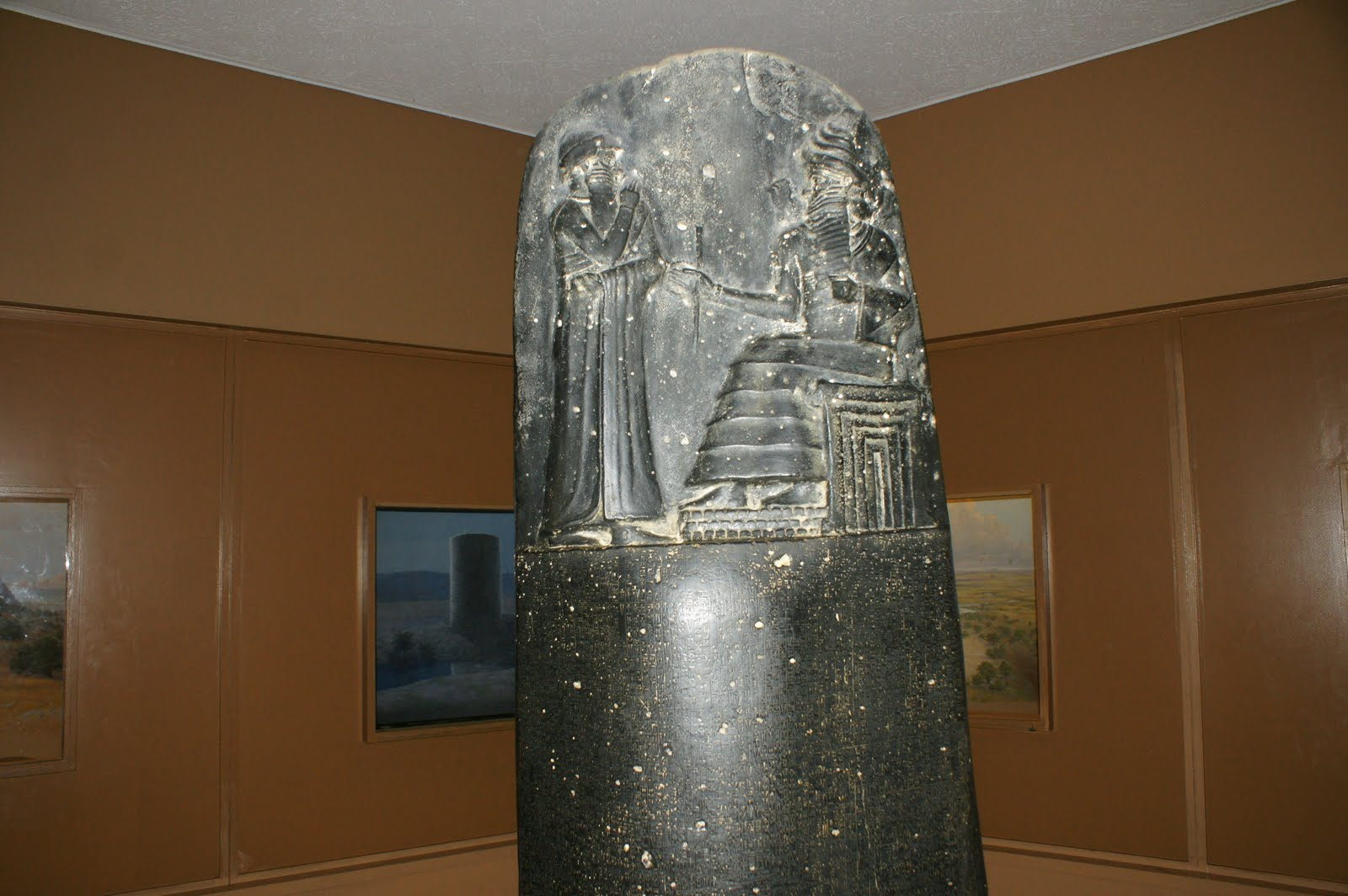
ستون یادبود حمورابی، نگهداری شده در موزه تاریخ طبیعی آمریکا در نیویورک

بر طبق مفاد حقوق کیفری قانون حمورابی اگر کسی را به قتل متهم می‌کردید، اما از اثبات آن عاجز بودید، خود شما باید به قتل می‌رسیدید
سایر موارد به این شرح است؛ قانون #١٩٦ : "اگر فردی چشم شخص دیگری را نابینا کند، آن شخص می‌تواند چشم گناهکار را نابینا کند. اگر فردی استخوان فرد دیگری را شکست ، آن فرد می‌تواند استخوان فرد گناهکار را بشکند. اگر فردی چشم فرد آزاد دیگری را نابینا کند و یا استخوان آن را بشکاند فرد زیان دیده می‌تواند یک مینا طلا بگیرد. اگر فردی چشم فرد برده دیگری را نابینا کند و یا استخوان آن را بشکاند فرد زیان دیده می‌تواند نصف مبلغ شخص آزاد را طلا بگیرد."
اگر کسی شخصی را متهم کند و متهم شده به رودخانه برود و در آب غرق شود، اتهام درست بوده و اتهام زننده خانهٔ متهم را صاحب می‌شود. اگر رودخانه بی گناهی متهم را ثابت کند و او بدون آسیب بیرون بیاید، اتهام زننده به مرگ محکوم است و متهم خانهٔ اتهام زننده را صاحب می‌شود.
اگر شخصی اتهام جرمی را نزد بزرگان (پیران) بیاورد و نتواند اثبات کند، اگر اتهام جرم بزرگ باشد مجازات او مرگ است.
اگر شخصی چیزی را از معبد یا دربار بدزدد هم دزد و هم دریافت کنندهٔ جنس محکوم به مرگ هستند.
اگر کسی از پسر یا بردهٔ مرد دیگری بدون شاهد یا قرار داد چیزی بخرد، طلا یا نقره، بردهٔ مرد یا زن، گوسفند یا گاو، خر … فرد خریدار در حکم دزد است و به مرگ محکوم است.
اگر کسی گله یا گوسفند یا خوک یا بزی بدزدد و آن متعلق به خدا یا دربار باشد باید ۳۰ برابر بپردازد.
اگر متعلق به مرد آزاد دیگری باشد باید ۱۰ برابر بپردازد و اگر چیزی برای پرداخت ندارد به مرگ محکوم است.
اگر کسی جنسی را از دست بدهد و آن را در مالکیت دیگری بیابد و این شخص ادعا کند که آن را از بازرگانی و در برابر شاهدانی خریده، و صاحب مال نیز ادعا کند که شاهدانی دارد که شهادت دهند این جنس از آن اوست، آنگاه باید خریدار تاجر و شاهدان خود و مالک نیز شاهدان خود را بیاورد و قاضی شهادت آن‌ها را بیازماید. در اینصورت تاجر دزد به حساب می‌آید و به مرگ محکوم است.
اگر خریدار تاجر و شاهدان را نیاورد و مالک شاهد بیاورد، خریدار دزد است و به مرگ محکوم.
اگر مالک شاهدی نیاورد در آن صورت او بدکار است و به مرگ محکوم.
اگر شاهدان در دسترس نباشند، قاضی فرجهٔ شش‌ماهه‌ای می‌دهد و اگر در آن ۶ ماه نیز شاهدان نیایند، فرد بدکار است و باید جریمه بپردازد.
اگر کسی بردهٔ مرد یا زنی از دربار یا از مرد آزاد دیگری را در خارج از دروازهٔ شهر بگیرد، او به مرگ محکوم است.
اگر بردهٔ مرد یا زن فراری از دربار یا متعلق به مرد آزاد دیگری به خانهٔ کسی بروند و او آن را به محل اعلان عمومی نیاورد رئیس خانه به مرگ محکوم است.
اگر کسی بردهٔ مرد یا زنی را در مناطق بیابد و آن را به صاحبش برگرداند صاحب برده باید دو شکل نقره به فرد بپردازد.
اگر برده از گفتن نام صاحب خود خودداری کند باید آن را به قصر آورند و جستجوی بیشتری شود تا او را به صاحبش بازگردانند.
اگر کسی سوراخی به خانه‌ای حفر کند (برای دزدی) شخص در برابر همان سوراخ باید کشته و دفن شود.
اگر از کسی دزدی شد و دزد گرفته نشد او باید با سوگند آنچه از او دزدیده شده را بیان کند و جامعه یا آنکه در محدودهٔ قدرت او این دزدی رخ داده باید دزدی را جبران کند.
اگر شخصی دزدیده شد، جامعه باید یک مینا نقره به بازماندگان شخص بپردازد.
اگر آتش خانه‌ای را ویران می‌ساخت و کسی که آمده بود آتش را خاموش کند چشم به مال صاحبخانه داشت و آن مال را تصرف کرد باید خود در آتش افکنده شود.
اگر سردسته یا سرباز معمولی ای که باید به فرمان شاه به جنگ می‌رفت، سربازی را اجیر کند تا به جای او به جنگ رود، اگر از پرداخت خودداری کند آن سردسته/سرباز به مرگ محکوم است و فرد اجیر خانهٔ او را صاحب می‌شود.
اگر شخصی مزرعهٔ خود را به نرخ مشخصی اجاره داد و پول را دریافت کرد ولی هوای بد محصول را از میان برد خسارت بر عهدهٔ کشاورز است.
اگر کشاورز  به‌دلیل نا موفقیت در سال نخست کشت را به دیگری بسپارد، مالک نمی‌تواند ایرادی بگیرد و مطابق قرارداد سهمش را در پایان دریافت می‌کند.

## برخی قوانین مربوط به روابط خانوادگی
اگر کسی  به‌دلیل قرض که پرداخت نکرده خود، همسر، پسر یا دخترش را بفروشد یا به کار اجباری بفرستد آن‌ها تا سه سال باید برای کسی که آن‌ها را خریده کار کنند و در سال چهارم آزاد می‌شوند.
اگر مردی همسری بگیرد ولی با هم آمیزشی نداشته باشند آن زن همسر او نیست.
اگر زنی با مرد دیگری رابطه داشته باشد، باید هر دو با طناب بسته شوند و به آب انداخته شوند؛ ولی شوهر می‌تواند زن خود را ببخشد و شاه بردگان خود را.
اگر مردی به همسر باکرهٔ کسی را که هنوز در خانهٔ پدرش زندگی می‌کند دست درازی کند، مرد به مجازات مرگ می‌رسد.
اگر زنی متهم به رابطهٔ نامشروع شود ولی  درحال همخوابگی دستگیر نشده باشد، آن زن باید برای شوهرش در آب رودخانه بپرد.
اگر مردی در جنگ اسیر شود و در خانهٔ او وسیلهٔ معاش هست ولی زن او خانه را ترک کند و به خانهٔ دیگری برود، آن زن باید به آب انداخته شود.
ولی اگر در خانه معاش نیست و زن به خانهٔ دیگری برود، بر زن گناهی نیست.
اگر مردی بخواهد از زنی که برای او فرزند آورده‌است جدا شود باید علاوه بر جهیزیهٔ او بهرهٔ مالی مزرعه، باغ و منقولات را به او بپردازد. زمانی که او بچه‌هایش را بزرگ کرد، بخشی از آن به فرزندان تعلق می‌گیرد، معادل آنچه به یک پسر تعلق می‌گیرد، با او می‌رسد؛ و او می‌تواند با مرد مورد علاقه اش ازدواج کند.
اگر مردی بخواهد از زنش که از او دارای فرزندی نشده جدا شود باید معادل پول خرید او و همچنین جهیزیه‌ای که از خانهٔ پدرش به همراه آورده را به زن بپردازد و از او جدا شود.
اگر برای خرید او قیمتی نپرداخته باید معادل یک مینا طلا به عنوان هدیه بپردازد.
اگر زن مردی که در خانهٔ او زندگی می‌کند بخواهد که از او جدا شود، یا در قرض فرورود، یا تلاش کند خانه را ویران کند یا شوهرش را نادیده بگیرد یا از نظر قضایی محکوم باشد، اگر شوهر بخواهد که او را آزاد کند لازم نیست که به او مبلغی بپردازد ولی اگر شوهر او را آزاد نکند و زن دیگری بگیرد، زن اول باید در خانهٔ شوهر به صورت خدمتکار باقی بماند.
اگر زنی با مردی ازدواج کند و به او یک خدمتکار بدهد و برای او فرزند بیاورد، و آن مرد بخواهد زن دومی بگیرد، نمی‌تواند.
اگر مردی زنی بگیرد و از او بچه دار نشود و بخواهد زن دومی بگیرد و او را به خانه بیاورد، زن دوم هرگز نباید به جایگاه زن نخست (مرتبه) باشد.
اگر زن مردی بیمار شود و مرد بخواهد زن دیگری اختیار کند، نباید زن نخست را از خانه اخراج کند بلکه باید در خانه‌ای که ساخته نگه دارد و او را تا زمانی که زنده است حمایت (مالی؟) کند.
اگر این زن نخواهد در خانهٔ مرد بماند، مرد باید جهیزیهٔ او را بپردازد و او را به خانهٔ پدرش بفرستد.
اگر زنی که در خانهٔ مردی زندگی کرده با مرد توافق کرده باشد که هیچ بستانکاری نتواند او را بگیرد، اگر مرد پیش از ازدواج قرضی داشته، پس از اینکه زن به خانه وارد شد بستانکار نمی‌تواند او را بگیرد. همچنین اگر زن قرضی داشته باشد، بستانکار نمی‌تواند شوهر او را دستگیر کند.
اگر کسی با مادر یا پدر خود زنا انجام دهد، هر دو فرد سوزانده می‌شوند.